# Das Tanzbärenmärchen (Puppenspiel)
Das Tanzbärenmärchen ist eine vierteilige TV-Produktion der Augsburger Puppenkiste aus dem Jahr 1984. Die Serie basiert auf dem gleichnamigen Kinderbuch von Ulrich Mihr. Regie führte Sepp Strubel.

## Handlung

### Atta und Mumma
Die in den Pyrenäen lebende böse Hexe Uraka liebt Bären über alles: Denn sie braucht Bären für ihre Zaubersalbe, die bald zur Neige geht. In einer stürmischen Nacht findet der Ziegenhirte Laskaro nicht mehr seinen Heimweg: Stattdessen gelangt er zu Urakas einsamer Hütte, bekommt ein kleines Süppchen serviert und neue Kleider... und steht damit unter ihrem Bann und soll für sie einen Bären erlegen. Der alte Bärenführer Jakob und sein Tanzbär Atta Troll ziehen währenddessen nach Paris. Kurz zuvor treffen sie auf Luigi, einem jungen Bärenführer aus Italien, und seine Bärin Mumma Troll. Die vier tun sich zusammen und teilen von nun an ihr Geld. In Paris begeistert sich der Geschäftsmann Monsieur Lerat für die Tanzbären. Er bietet den beiden Bärenführern an, für sie als Attraktion zu arbeiten. Atta und Mumma gehen nun als Plakatträger durch die Stadt. Doch Lerat spielt falsch: Er ist ein Assistent von Uraka, und sie hat ihn beauftragt, Bären zu fangen und ihr auszuliefern. Im Gegenzug erhält er ebenfalls von der Hexensalbe.

### Bärenjagd
Uraka schickt noch einen weiteren Assistenten, den Wassernöck, der die Bären ebenfalls fangen soll. Angesichts der plötzlichen Nachfrage nach Bären in Paris müssen die Bären und ihre Führer sich verstecken, wo Jakob die Idee kommt, sich doch – für das gebotene Vermögen des Wassernöcks – von einem der Bären zu trennen. Während die beiden knobeln, schleichen sich die Bären davon. Laskaro erweist sich derweil als äußerst schlechter Schütze, bekommt aber mit, welche Macht von Urakas Hexenbuch ausgeht. Der Rabe Korax und die Möwe Rosalinde, zwei weitere unfreiwillige Diener Urakas und des Wassernöcks, setzen derweil alles daran, den in Gefahr schwebenden Bären beizustehen und ihre Gebieter gegeneinander auszuspielen.

### Zum Wasserschloss
Durch Rosalinde und Korax von ihren Plakaten befreit, können die Bären zu einem alten Wasserschloss fliehen. Der dort wohnende und als Gärtner arbeitende Graf nimmt die Bären auf, erfährt zunächst aber nicht ihre ganze Hintergrundgeschichte. Die Familie des Grafen sammelte auf dem Schloss eine Menge Bücher; die Bären helfen ihm bei der Gartenarbeit und dürfen bleiben. Jakob und Luigi suchen derweil ihre Bären und schauen auch bei Monsieur Lerat vorbei, werden aber von ihm kurzzeitig eingesperrt. Nachdem sie sich zufällig mithilfe der Hexensalbe befreien können, belauschen sie Lerat und den Wassernöck und bekommen mit, wohin ihre Bären vermutlich geflohen sind und eilen ihnen nach. Die Hexe Uraka, durch eine geringe letzte Ausbeute der Hexensalbe ungeduldig geworden, macht sich schließlich, begleitet von Laskaro, ebenfalls auf den Weg.

### Die große Höhle
Der liebenswürdige Graf schickt die beiden Bären nach einem versuchten Angriff Lerats heimlich zu einer großen Höhle, nachdem sämtliche Verfolger und Verbündete vor seinem Schloss ankommen. Während Lerat sich aufgrund der fehlenden Hexensalbe in eine Ratte zurückverwandelt, gelingt es dem Wassernöck durch Zufall, die Bären auf sein Schiff zu bekommen und mit ihnen zur geheimen Höhle zu ziehen, wo kurz darauf auch Uraka, Laskaro, Jakob, Luigi und der Graf eintreffen. Die Zeit wird knapp, da Uraka Laskaro schon zwingt, auf die Bären zu zielen. Durch seine schlechten Schießkünste und die Musik der Bärenführer, durch die die Bären tanzen müssen, verfehlt er sie jedoch. Nachdem auch noch das Hexenbuch ins Wasser fällt und Mitternacht anbricht, verwandelt sich auch der Wassernöck in seine ursprüngliche Gestalt, einen Wels, zurück, und Uraka muss von nun an gut sein: Sie stellt jedoch schnell fest, dass sich das gar nicht so schlimm wie erwartet anfühlt, und bekommt eine Arbeit in der Bibliothek des Grafen angeboten. Auch die Bären und ihre Führer werden eingeladen, die Winter von nun an im Wasserschloss zu verbringen.

## Synchronisation
| Figur          | Funktion                                | Sprecher                       |
| -------------- | --------------------------------------- | ------------------------------ |
| Atta Troll     | ein Tanzbär                             | Walter Schultheiß              |
| Mumma Troll    | eine Tanzbärin                          | Brigitte Walter                |
| Jakob          | alter Bärenführer von Atta              | Hanz Josef Eich                |
| Luigi          | junger Bärenführer von Mumma            | Ulf-Jürgen Wagner              |
| Uraka          | eine böse Hexe                          | Eva Maria Keller               |
| Monsieur Lerat | ihr verzauberter Gehilfe                | Peter Folken                   |
| Korax          | Rabe und Kundschafter von Uraka         | Herbert Meyer                  |
| Laskaro        | ein Ziegenhirte                         | Arno Bergler                   |
| Rosalinde      | Möwe                                    | Christl Peschke                |
| Wassernök      | auch ein verzauberter Gehilfe von Uraka | Sepp Wäsche                    |
| Graf           | Graf und Besitzer des Wasserschlosses   | Horst Eisel                    |
| Jean           | Butler des Lerats                       | Hanns-Joachim Marschall        |
| Mops           | ein verzauberter Dichter                | Herbert Meyer                  |
| Sängerin       | Bankelsängerin                          | Margot Schellemann (in Person) |
| Sänger         | Bankelsänger                            | Sepp Strubel (in Person)       |

## Hintergrund
- Das Tanzbärenmärchen wurde von Sepp Strubel zum Vierteiler nach dem gleichnamigen Kinderbuch von Ullrich Mihr umgeschrieben. Die Verfilmung hält sich sehr eng an die Vorlage; lediglich sehr kurze Nebengeschichten wie ein Fluchtversuch Laskaros oder die Figur des Buchhalters Jean wurden ausgespart. Die Namen der Bären, die Figuren der Hexe Uraka, des Jägers Laskaro und des verzauberten Mopses sind Heinrich Heines Werk Atta Troll entnommen, von dem das Tanzbärenmärchen sehr lose inspiriert ist.[1]
- Für die Anfangsszenen mit den Sängern und dem Affen wurde die Hauptstraße des Roten Tors von der Polizei abgesperrt.[2]
- Im Gegensatz zu anderen Produktionen der Augsburger Puppenkiste sind hier auch kurze Realfilmszenen zu sehen. Darin treten Margot Schellemann und Sepp Strubel als Bänkelsänger mit einer Drehorgel und einer Bildertafel auf. Sie übernehmen die Rolle des gewöhnlich verwendeten Erzählers, um zwischen den einzelnen Handlungssträngen überzuleiten.
- Die Geschichte ist zwar märchenhaft gehalten, spielt aber teilweise an konkreten tatsächlichen Orten wie Paris und in den Pyrenäen. Da in Paris zudem bereits der Eiffelturm zu sehen ist, könnte die Geschichte ab 1889 spielen.

## Medien
2009 erschien bei hr-Media im Vertrieb der S.A.D. Home Entertainment die Edition Märchen und Sagen, wo die DVD enthalten ist. 2011 erschien die neue Version.